# Heart (Pet Shop Boys)
Heart è un singolo del gruppo musicale britannico Pet Shop Boys, pubblicato il 21 marzo 1988 come quarto estratto dal secondo album in studio Actually.

## Descrizione
Scritta da Chris Lowe e Neil Tennant, il brano trae origine da una piccola sessione demo che il duo registrò nel 1986, periodo in cui stavano lavorando al loro album di debutto Please. I Pet Shop Boys, una volta terminato di scrivere il brano, originariamente volevano offrirlo alla popolare cantante Madonna ma, temendo un suo rifiuto, decisero di tenerlo per sé.
Il testo di Heart è uno dei più rappresentativi dei Pet Shop Boys: una dichiarazione d'amore in chiave poetica. Il famoso ritornello contenuto nella canzone, la voce di Tennant che durante il ritornello canta una sorta di "oh uh oh oh uh", è diventato uno dei "marchi di fabbrica" più famosi dei Pet Shop Boys.

## Promozione
La versione pubblicata come singolo differenzia leggermente dalla versione inclusa nell'album per una struttura musicale leggermente diversa, ma non molto lontana dall'originale, con un maggior impiego di chitarra in stile sound settanta.
Heart ottenne un buon successo, conquistando inoltre la vetta della Official Singles Chart e mantenendo tale posizione per tre settimane a partire dall'aprile 1988. Il singolo fu il quarto numero 1 nella carriera del duo, nonché l'ultimo a riuscirci nella loro carriera.
Seppur il brano divenne uno dei principali successi dei Pet Shop Boys, il duo spesso tende a non eseguirla nei loro concerti. In una intervista del 2001, Lowe dichiarò: «Il successo di Heart è una conferma del fatto che le posizioni in classifica non sono tutto alla fine. Heart non è dello stesso livello di Being Boring».

## Video musicale
Il video, diretto da Jack Bond (lo stesso regista del film dei Pet Shop Boys del 1987 It Couldn't Happen Here) e girato a Brežice, mostra Tennant che, assieme alla sua sposa, si avviano in auto (guidata da Lowe) presso un castello dai lineamenti medievali. Non appena Tennant e la moglie entrano nella loro stanza, pronti per andare a letto, si rivela la figura del vampiro-Dracula (interpretata dall'attore Ian McKellen) che, dopo aver spiato i due, seduce la moglie di Tennant. Il video si conclude con Lowe che guida la carrozza e con passeggeri il vampiro e la moglie di Tennant (quest'ultimo lasciato solo nel castello).

## Tracce
7"
1. Heart (Single Version) – 4:16
2. I Get Excited (You Get Excited Too) – 4:53

12" – 1ª versione
1. Heart (Disco Mix) – 8:27
2. I Get Excited (You Get Excited Too) – 4:53
3. Heart (Dance Mix) – 6:08

12" – 2ª versione
1. Heart (12" Remix) – 8:55
2. Heart (Dub Mix) – 5:15
3. I Get Excited (You Get Excited Too) – 4:53

## Classifiche
| Classifica (1988) | Posizione massima |
| ----------------- | ----------------- |
| Australia         | 21                |
| Austria           | 3                 |
| Belgio (Fiandre)  | 7                 |
| Francia           | 36                |
| Germania          | 1                 |
| Irlanda           | 1                 |
| Norvegia          | 6                 |
| Nuova Zelanda     | 1                 |
| Paesi Bassi       | 11                |
| Regno Unito       | 1                 |
| Svezia            | 9                 |
| Svizzera          | 1                 |